# 村上裕一
村上 裕一（むらかみ ゆういち、1984年10月28日 - ）は、日本の批評家・編集者。

## 来歴
岩手県生まれ。早稲田大学第一文学部卒業。2005年、大学で東浩紀と滝本竜彦のトークイベントを企画。
2009年、講談社BOX「東浩紀のゼロアカ道場」優勝。
2010年4月、東浩紀が宇野常寛、浅子佳英、李明喜らとともに立ち上げた合同会社コンテクチュアズに契約社員として入社。

## 著書

### 単著
- 『ゴーストの条件　クラウドを巡礼する想像力』（講談社、2011年）ISBN 978-4062837385
- 『ネトウヨ化する日本　暴走する共感とネット時代の「新中間大衆」』（KADOKAWA、2014年）ISBN 978-4040800073

### 雑誌掲載
- 「少女たちの祈り　崇高さの起源について」『ユリイカ』青土社、2011年11月臨時増刊号「総特集=魔法少女まどか☆マギカ 魔法少女に花束を」
- ［司会・構成］ 「この世界に希望がある理由／虚淵玄×田中ロミオ」同上
- 村上裕一・坂上秋成対談「「ゼロ年代批評」を超えて―『ゴーストの条件　クラウドを巡礼する想像力』刊行を機に―」週刊読書人、2011年10月14日号